# 角田秀松
角田 秀松（つのだ ひでまつ、1850年3月25日（嘉永3年2月12日） -  1905年（明治38年）12月13日）は、日本の武士（会津藩士）、海軍軍人。最終階級は海軍中将。戊辰戦争において「朝敵」とされた会津藩出身者として最初の海軍将官となった人物である。

## 経歴
会津藩医、角田良智の二男として生まれる。父の蝦夷地赴任に同行し、南摩綱紀に学んだ。秋月悌次郎に従って上洛し、林権助に洋式訓練を受ける。鳥羽・伏見の戦い、会津戦争と歴戦したが、藩の降伏を迎えた。古川庄八らに学んだ後、商船の水夫となり船長代理に昇る。征台の役に運送船に乗組んだ際に西郷従道の知遇を得て、1874年10月、長崎海軍出張所雇となる。翌月「雲揚」乗組となり、江華島事件に際会。陸戦隊を率いて上陸し、砲台を占領した。同年12月、海軍少尉任官。「清輝」乗組として西南戦争に従軍し、同藩出身の雪下熊之助の戦死を見届けている。「孟春」乗組を経て、再度「清輝」乗組となり、日本艦船初のヨーロッパ巡航に航海長として参加した。
「東艦」副長、「扶桑艦」乗組、水雷練習所副長、水雷局副長、長崎水雷営長、横須賀鎮守府水雷司令、「浪速」艦長、佐世保知港事、佐世保海兵団長などを歴任。日清戦争前に初代・軍令部第1局長(のちの作戦部長)に就任した。山本権兵衛が開戦直前に海上作戦の重要性を参謀本部に説明に訪れた際は、角田が同行している。戦中は大本営幕僚でもあった。
台湾総督府海軍局長を経て、1895年8月、海軍少将に進級し、台湾総督府において参謀副長兼海軍局長、軍務局海軍部長、海軍参謀長を歴任。1897年12月、佐世保鎮守府予備艦隊司令官、以後、呉鎮守府艦隊司令官、常備艦隊司令官を経て、1900年5月、海軍中将となった。さらに艦政本部長、将官会議議員を経て、常備艦隊司令長官に就任した。同艦隊の司令長官はその前身時代から、草創期における海軍の主体を成した薩摩藩、長州藩、佐賀藩の出身者が占めていた。角田はその三藩以外から初めて就任したのである。前任は東郷平八郎、後任は日高壮之丞であった。
日露戦争時には竹敷要港部司令官を務めたが、1905年12月に戦病死した。その生前の功績により、1907年10月、嗣子角田武雄に男爵が追贈された。

## 栄典・授章・授賞
位階
- 1900年（明治33年）8月20日 - 従四位[4]

勲章
- 1895年（明治28年）
  - 10月18日 - 旭日小綬章・功四級金鵄勲章[5]
  - 11月18日 - 明治二十七八年従軍記章[6]
- 1896年（明治29年）5月26日 - 勲三等瑞宝章[7]
- 1901年（明治34年）5月31日 - 勲二等瑞宝章[8]
- 1902年（明治35年）5月10日 - 明治三十三年従軍記章[9]
- 1905年（明治38年）12月13日 - 勲一等旭日大綬章
- 1906年（明治39年）4月1日 - 明治三十七八年従軍記章[10]

## 角田の談話
角田は戊辰戦争において「朝敵」とされた会津藩の出身である。草創期の海軍に入り、同藩出身者として最初の海軍将官となった。角田は当初、会津藩が激しく対立した薩摩藩、長州藩に強い敵愾心を抱いていたが、その心境に変化があったことを示す同郷の後輩鈴木寅彦に語った談話を下記に引用する。